# Provinces du Kazakhstan
La république du Kazakhstan est subdivisée en 20 entité administratives majeures, dont 17 provinces (en kazakh : облыстар (oblystar) au pluriel, облыс (oblys) au singulier / en russe : области (oblasti) au pluriel, область (oblast') au singulier). Chaque province est subdivisée en districts (en kazakh : аудандар (audandar) au pluriel, аудан (audan) au singulier / en russe : районы (raïoni) au pluriel, район (raïon) au singulier).
Trois villes d'importance républicaine (en kazakh : Республикалық маңызы бар қалалар (Respublikalyq mañyzy bar qalalar / en russe : Города республиканского значения (Goroda respublikanskogo znacheniya)) font l'objet d'un statut d'autonomie vis-à-vis des provinces qui les entourent, à savoir Almaty, Astana et Chymkent. La ville de Baïkonour au sein de la province de Kyzylorda et administrée par la fédération de Russie possède, conformément à l'accord russo-kazakh de 1995 sur le statut de la ville de Baïkonour, un statut de ville d'importance républicaine dans les deux pays bien qu'elle ne soit pas listée comme sujet de la fédération de Russie mais faisant partie intégrante du territoire de la république du Kazakhstan.

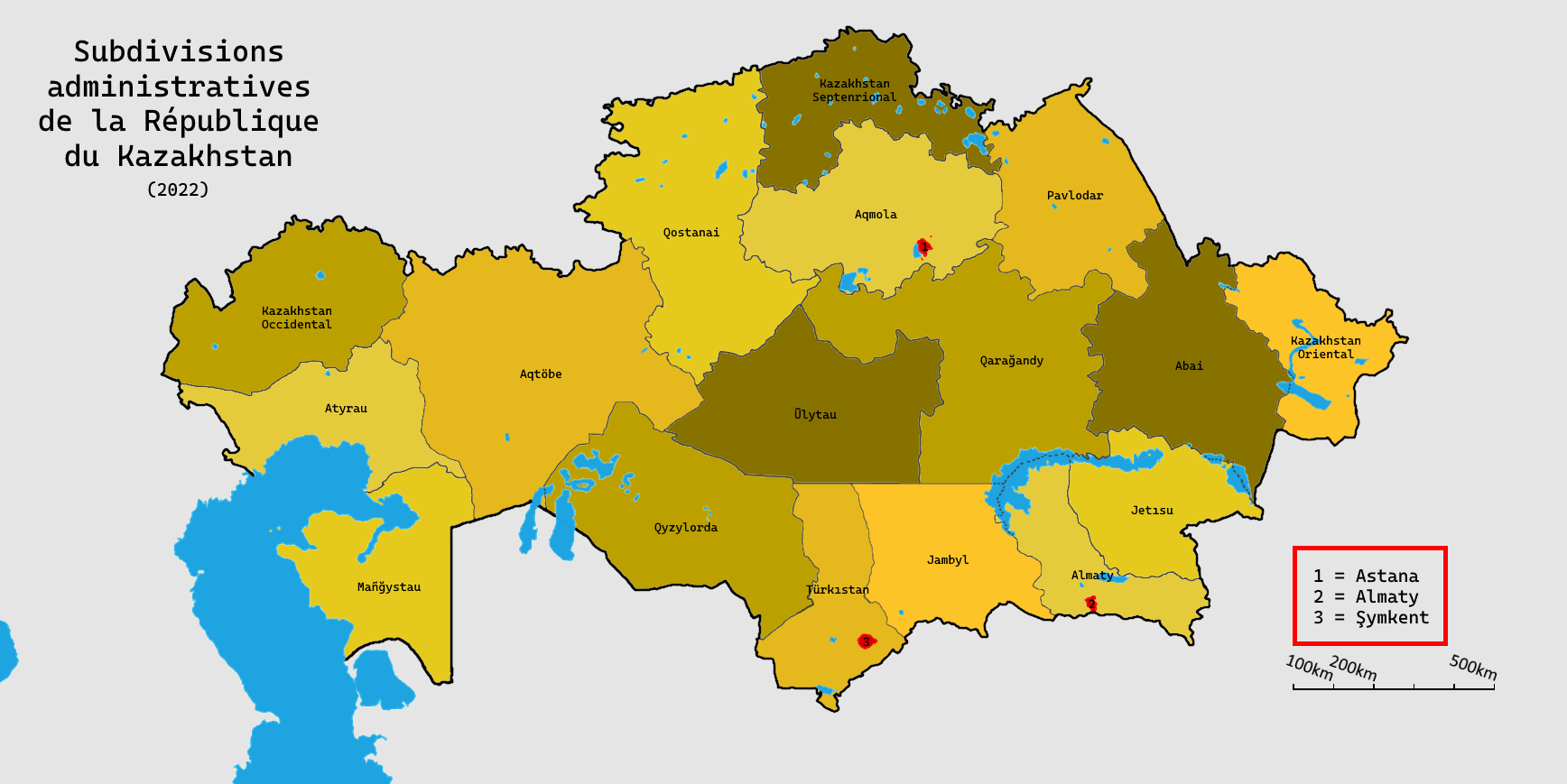
Les provinces du Kazakhstan ainsi que ses trois villes d'importance républicaine.

## Historique

### République du Kazakhstan

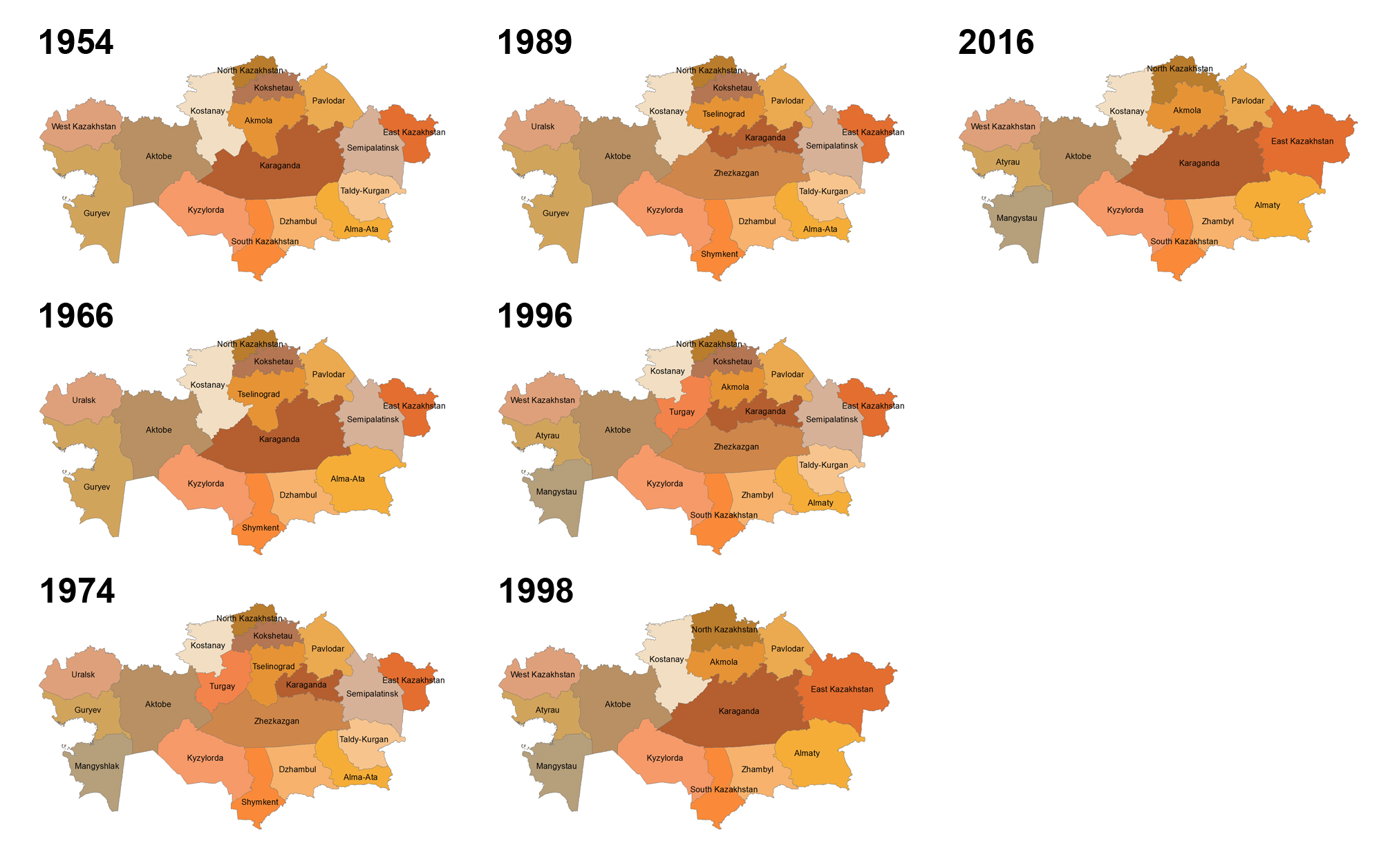
Évolution des oblys du Kazakhstan de 1954 à 2016

Le 16 décembre 1991, la république du Kazakhstan déclare son indépendance vis-à-vis de l'Union soviétique
- 21 février 1992 : La ville de Gouriev et son oblys sont renommées Atyraou.
- 6 juillet 1992 : Les oblys de Tselinograd, Ouralsk et Chymkent sont renommés respectivement Akmola, Kazakhstan-occidental et Kazakhstan-méridional.
- 22 avril 1997 : Les oblys de Taldykourgan et Tourgaï sont abolies. L'oblys de Taldykourgan est absorbée par l'oblys d'Almaty et l'oblys de Tourgaï est absorbée par l'oblys de Kostanaï.
- 3 mai 1997 : Les oblys de Jezqazğan, de Kokchetau et de Semipalatinsk sont abolies. L'oblys de Jezqazğan est absorbée par l'oblys de Karaganda, l'oblys de Kokchetau est absorbée par le Kazakhstan-Septentrional, et l'oblys de Semipalatinsk est absorbée par le Kazakhstan-Oriental.
- 10 décembre 1997 : Akmola devient officiellement la capitale de la république du Kazakhstan.
- 6 mai 1998 : La ville d'Akmola est rebaptisée Astana.
- 8 avril 1999 : Trois districts du Kazakhstan-Septentrional et la ville de Kokchetau sont tranférés vers l'oblys d'Akmola dont le centre administratif est déplacé d'Astana à ladite ville. Astana devient une ville d'importance républicaine.
- 14 avril 2001 : Le centre administratif de l'oblys d'Almaty est déplacée d'Almaty à Taldykourgan. Almaty devient une ville d'importance républicaine.
- 18 juin 2018 : Le Kazakhstan-méridional est renommé Oblys de Turkestan. Le centre administratif est déplacé de Chymkent à Turkestan. Chymkent devient une ville d'importance républicaine.
- 23 mars 2019 : La capitale Astana est renommée Nour-Soultan d'après le premier président de la république.
- 8 juin 2022 : Trois nouvelles oblys sont créées sur les bases d'anciennes oblys supprimées précédemment : L'oblys d'Abaï avec la ville de Semeï pour centre administratif, l'oblys de Jetyssou avec pour centre administratif Taldykourgan, et l'oblys d'Ulytau avec pour centre administratif Jezqazğan. L'oblys d'Almaty déplace dans le même temps sa capitale de Taldykourgan à Kounaïev.
- 17 septembre 2022 : La capitale Nour-Soultan est renommée à nouveau Astana.

## Liste des provinces
| Logo / Sceau                          | Unité administrative     | Centre administratif | Superficie (km²) | Population (2022) | Densité (hab./km²) | PIB/Hab. (en milliers de Tenge, 2023) |
| Provinces                             | Provinces                | Provinces            | Provinces        | Provinces         | Provinces          | Provinces                             |
| ------------------------------------- | ------------------------ | -------------------- | ---------------- | ----------------- | ------------------ | ------------------------------------- |
| Pas de logotype ou de sceau officiel. | Oblys d'Abaï             | Semeï                | 185 500          | 610 183           | 3,3                | 4 983,1                               |
|                                       | Oblys d'Akmola           | Kokchetau            | 146 219          | 786 012           | 5,4                | 4 676,7                               |
|                                       | Oblys d'Aktioubé         | Aktioubé             | 300 629          | 924 845           | 3,1                | 5 052,4                               |
|                                       | Oblys d'Almaty           | Kounaïev             | 105 263          | 1 497 025         | 14,2               | 3 276,2                               |
|                                       | Oblys d'Atyraou          | Atyraou              | 118 631          | 689 674           | 5,8                | 21 401,2                              |
|                                       | Oblys de Djamboul        | Taraz                | 144 264          | 1 215 482         | 8,4                | 2 547,1                               |
|                                       | Oblys de Jetyssou        | Taldykourgan         | 118 648          | 698 952           | 5,9                | 2 754,6                               |
|                                       | Oblys de Karaganda       | Karaganda            | 239 045          | 1 134 146         | 4,7                | 7 443,5                               |
|                                       | Kazakhstan-Occidental    | Oural                | 151 339          | 686 655           | 4,5                | 6 956,6                               |
|                                       | Kazakhstan-Oriental      | Öskemen              | 97 800           | 730 812           | 7,5                | 6 135,4                               |
|                                       | Kazakhstan-Septentrional | Petropavl            | 97 993           | 534 966           | 5,5                | 4 189,5                               |
|                                       | Oblys de Kostanaï        | Kostanaï             | 196 001          | 832 445           | 4,2                | 5 550,6                               |
|                                       | Oblys de Kyzylorda       | Kyzylorda            | 226 019          | 830 901           | 3,7                | 3 414                                 |
|                                       | Oblys de Manguistaou     | Aktaou               | 165 642          | 761 401           | 4,6                | 6 263,7                               |
|                                       | Oblys d'Ulytau           | Jezqazğan            | 188 936          | 221 014           | 1,2                | 8 802,1                               |
|                                       | Oblys de Pavlodar        | Pavlodar             | 124 755          | 754 829           | 6,1                | 5 761,2                               |
|                                       | Oblys de Turkestan       | Turkestan            | 117 249          | 2 110 502         | 18                 | 1 955,5                               |
| Villes                                |                          |                      |                  |                   |                    |                                       |
|                                       | Almaty                   | Almaty               | 682              | 2 147 113         | 3148,3             | 11 310,4                              |
|                                       | Astana                   | Astana               | 797,33           | 1 340 782         | 1681,6             | 9 247                                 |
|                                       | Chymkent                 | Chymkent             | 1162,8           | 1 184 113         | 1018,3             | 3 064,8                               |

## Liste des provinces par noms
| Code ISO 3166-2 | Nom kazakh (cyrillique)    | Nom kazakh (BGN/PCGN)      | Nom russe (cyrillique)         | Nom russe (BGN/PCGN)              | Nom russe (GOST)                | Nom français (nom officiel)       |
| Code ISO 3166-2 | Provinces                  | Provinces                  | Provinces                      | Provinces                         | Provinces                       | Provinces                         |
| --------------- | -------------------------- | -------------------------- | ------------------------------ | --------------------------------- | ------------------------------- | --------------------------------- |
| KZ-10           | Абай облысы                | Abai oblysy                | Абайская область               | Abayskaya oblast'                 | Abajskaja oblast'               | Oblys d'Abaï                      |
| KZ-19           | Алматы облысы              | Almaty oblysy              | Алматинская область            | Almatinskaya oblast’              | Almatinskaja oblast’            | Oblys d’Almaty                    |
| KZ-11           | Ақмола облысы              | Aqmola oblysy              | Акмолинская область            | Akmolinskaya oblast’              | Akmolinskaja oblast’            | Oblys d’Akmola                    |
| KZ-15           | Ақтөбе облысы              | Aqtöbe oblysy              | Актюбинская область            | Aktyubinskaya oblast’             | Aktjubinskaja oblast’           | Oblys d’Aktioubé                  |
| KZ-23           | Атырау облысы              | Atyrau oblysy              | Атырауская область             | Atyrauskaya oblast’               | Atyrauskaja oblast’             | Oblys d’Atyraou                   |
| KZ-31           | Жамбыл облысы              | Jambyl oblysy              | Жамбылськая область            | Zhambylskaya oblast’              | Žambylskaja oblast’             | Oblys de Djamboul                 |
| KZ-33           | Жетісу облысы              | Jetısu oblysy              | Жетысуская область             | Zhetysuskaya oblast'              | Žetysuskaja oblast'             | Oblys de Jetyssou                 |
| KZ-35           | Қарағанды облысы           | Qarağandy oblysy           | Карагандинская область         | Karagandinskaya oblast’           | Karagandinskaja oblast’         | Oblys de Karaganda                |
| KZ-27           | Батыс Қазақстан облысы     | Batys Qazaqstan oblysy     | Западно-Казахстанская область  | Zapadno-Kazakhstanskaya oblast’   | Zapadno-Kazahstanskaja oblast’  | Oblys du Kazakhstan-Occidental    |
| KZ-63           | Шығыс Қазақстан облысы     | Şyğys Qazaqstan oblysy     | Восточно-Казахстанская область | Vostochno-Kazakhstanskaya oblast’ | Vostočno-Kazahstanskaja oblast’ | Oblys du Kazakhstan-Oriental      |
| KZ-59           | Солтүстік Қазақстан облысы | Soltüstık Qazaqstan oblysy | Северо-Казахстанская область   | Severo-Kazakhstanskaya oblast’    | Severo-Kazahstanskaja oblast’   | Oblys du Kazakhstan-Septentrional |
| KZ-39           | Қостанай облысы            | Qostanai oblysy            | Костанайская область           | Kostanayskaya oblast’             | Kostanajskaja oblast’           | Oblys de Kostanaï                 |
| KZ-43           | Қызылорда облысы           | Qyzylorda oblysy           | Кызылординская область         | Kyzylordinskaya oblast’           | Kyzylordinskaja oblast’         | Oblys de Kyzylorda                |
| KZ-47           | Маңғыстау облысы           | Mañğystau oblysy           | Мангистауская область          | Mangistauskaya oblast’            | Mangistauskaja oblast’          | Oblys de Manguistaou              |
| KZ-62           | Ұлытау облысы              | Ūlytau oblysy              | Улытауская область             | Ulytauskaya oblast'               | Ulytauskaja oblast'             | Oblys d'Oulytaou                  |
| KZ-55           | Павлодар облысы            | Pavlodar oblysy            | Павлодарская область           | Pavlodarskaya oblast’             | Pavlodarskaja oblast’           | Oblys de Pavlodar                 |
| KZ-61           | Түркістан облысы           | Türkıstan oblysy           | Туркестанская область          | Turkestanskaya oblast’            | Turkestanskaja oblast’          | Oblys de Turkestan                |
| Code ISO 3166-2 | Nom kazakh (cyrillique)    | Nom kazakh (BGN/PCGN)      | Nom russe (cyrillique)         | Nom russe (BGN/PCGN)              | Nom russe (GOST)                | Nom français (nom officiel)       |
| Code ISO 3166-2 | Villes                     |                            |                                |                                   |                                 |                                   |
| KZ-75           | Алматы                     | Almaty                     | Алма-Ата                       | Alma-Ata                          | Alma-Ata                        | Almaty                            |
| KZ-71           | Астана                     | Astana                     | Астана                         | Astana                            | Astana                          | Astana                            |
| KZ-79           | Шымкент                    | Şymkent                    | Шымкент                        | Chymkent                          | Šymkent                         | Chymkent                          |